# 菲利普·范·兰斯贝格

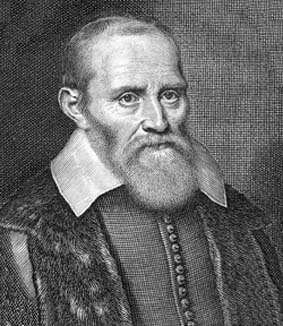
菲利普·范·兰斯伯格

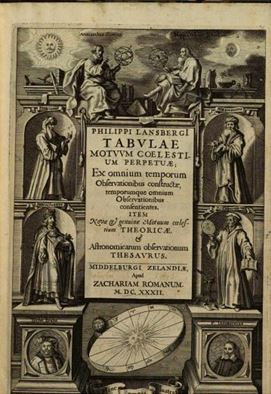
兰斯伯格的《天体运动表》封面

约翰·菲利普·范·兰斯伯格 （荷蘭語：Johan Philip Lansberge, 1561年8月25日—1632年12月8日）拉丁文名菲利普斯·兰斯伯癸乌斯（Philippus Lansbergius），是荷兰一位加尔文派牧师、天文学家暨数学家。他最负盛名是所发表的可预测行星位置的《天体运动表》，但后来发现其中有一些错误，部分原因是他作为一名新教徒，(错误地)不愿接受开普勒所发现的椭圆轨道所致。他的学生之一-马丁努斯·荷滕西斯，后来成为了他的合作者。

## 生平
1561年8月25日兰斯伯格出生在现今的比利时根特，在法国长大，在英国接受的教育。1585年安特卫普沦陷后，他移居到了荷兰北部，在莱顿停留了一小段时间，然后到胡斯做了一名传教士，在那里一直生活到1613年，当年由于他不同意归正教会推荐的市长人选而被都会开除。55岁那年他决定迁居到米德尔堡，直到去世前，他一直全心致力于天文研究。
兰斯伯格支持哥白尼地球围绕太阳旋转的日心说，在当时该理论并不被普遍接受地心说的天主教和基督教所认同。
1586年他与萨拉·乐维尔茨（Sara Lievaerts）结婚，生有6男4女。由于他罕见的教会、数学和物理知识及专长，因而，享有很高的声望。1611年，他的儿子彼得当上了牧师，不久，另一位儿子雅各伯也做了牧师，但后来成为一名医生。兰斯伯格的大儿子，也叫菲利普斯，则是克卢廷厄的一名牧师，并于1647在那里去世。
兰斯伯格曾撰写过几本书，其中《地球运动的思索》一书最为畅销。可以说他是荷兰首位创作出了有关行星绕日运行流行书籍的作者。 
同时代的开普勒和伽利略对他的著作也很感兴趣，他编写的天文表，让他们能更为准确地预测出行星的运动。
兰斯伯格可能居住在米德尔堡的西班牙人街（Spanjaardstraat），与一些同情者交往甚密，如荷兰诗人雅各布·卡茨，卡茨曾创作过三首称赞极其博学、著名和尊敬的菲利普斯·兰斯伯格的诗篇。
1632年12月8日，兰斯伯格在米德尔堡去世，享年71年。

## 荣誉
米德尔堡的菲利普·兰斯贝根公共天文台及月球上的兰斯伯格陨石坑就是以他的名字命名的。

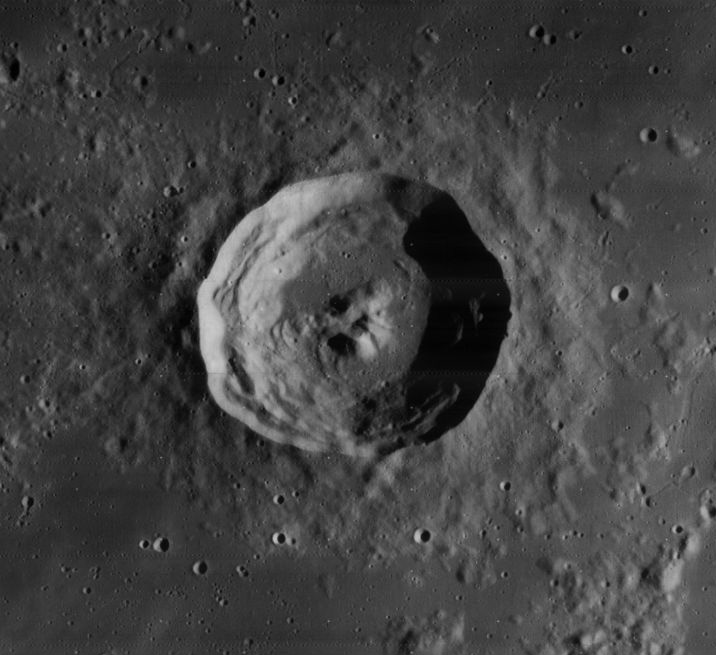
月球上的兰斯伯格陨石坑

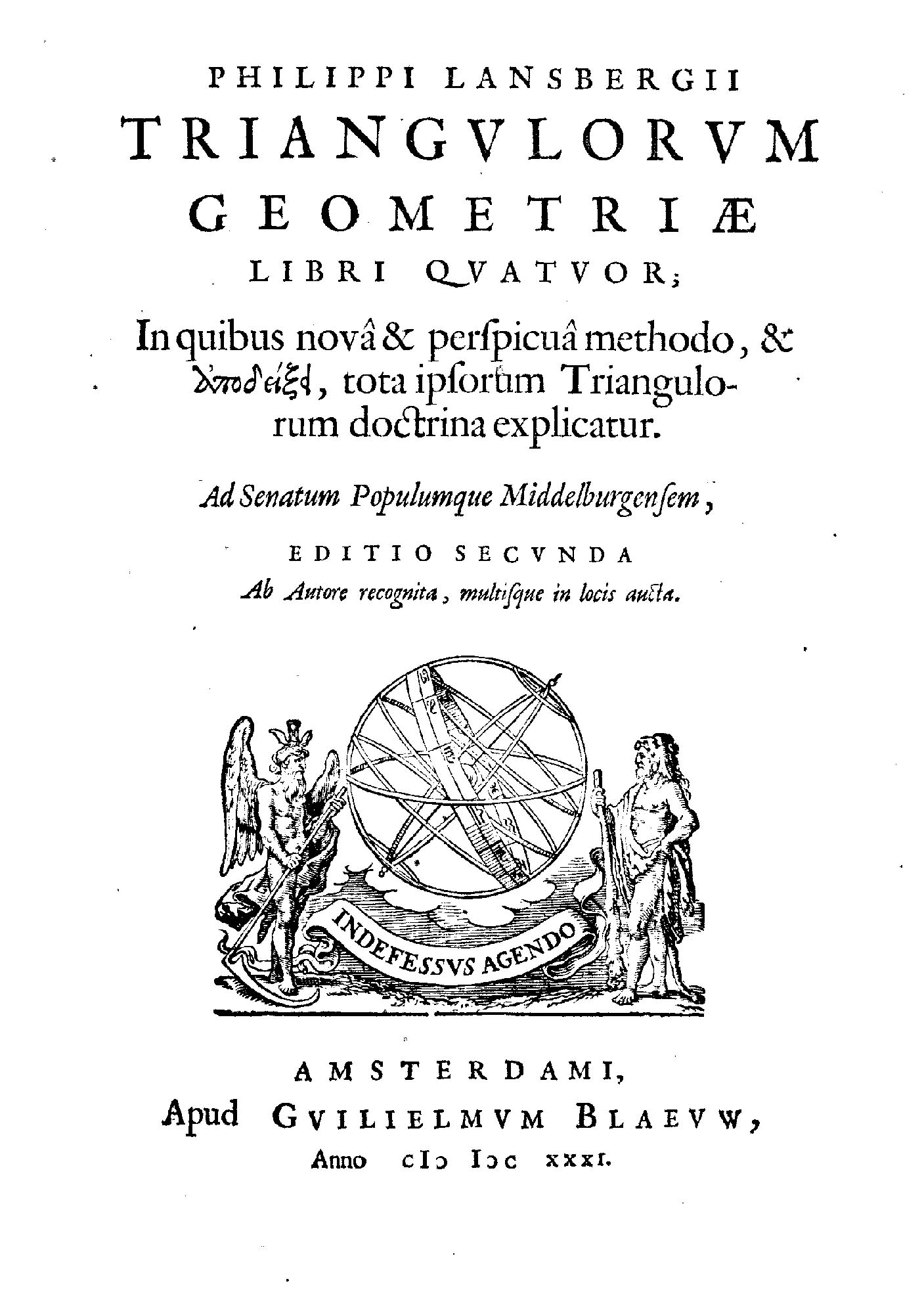
Triangulorum geometriae libri quatuor, 1631